# ジョルジュ・ラウィリ
ジョルジュ・ラウィリ（Georges Rawiri、1932年3月10日 - 2006年4月9日）は、ガボンの政治家、外交官、詩人。

## 経歴・人物
1932年3月10日、西ガボンに生まれる。1967年にオマール・ボンゴ大統領が就任すると、ラウィリは政府入りした。以後、ラウィリはボンゴ大統領と親しい関係となり政権の有力者となった。1971年から1974年まで外務大臣。1981年運輸・商船担当第一副首相。1997年ガボン上院が設置されると議長に選出された2003年2月26日、満場一致で再選されて、死去するまで在任した。2006年4月9日、パリの病院で死去した。
死去時にはACP・EU統合議会会議共同議長も務めていた。
ボンゴ大統領はラウィリの死を悼み、7日間の喪に服した。ボンゴはガボン史上、最も国家に貢献した人物であると述べた。
ラウィリの死後、2007年12月1日、中国の援助でできたRTG1テレビチャンネルの本社は「メゾン・ジョルジュ・ラウィリ」（Maison Georges Rawiri）と名づけられた。
娘のアンジェレ・ラウィリ は著名な小説家。